# أليسون لامبرت
أليسون لامبرت (بالإنجليزية: Alison Lambert)‏ هي معلمة موسيقى بريطانية، ولدت في 1977.

## وصلات خارجية
- الموقع الرسمي